# Kraśnik Górny
Kraśnik Górny (dawniej niem. Oberschönfeld) – wieś w Polsce położona w województwie dolnośląskim, w powiecie bolesławieckim, w gminie Bolesławiec.

## Części wsi
| SIMC    | Nazwa    | Rodzaj    |
| ------- | -------- | --------- |
| 0189109 | Gozdów   | część wsi |
| 0189115 | Koźminek | część wsi |

## Historia
Wieś założona na prawie niemieckim w 2 połowie XIII w. Po raz pierwszy wzmiankowana w dokumentach w roku 1305.
W latach 1975–1998 miejscowość administracyjnie należała do województwa jeleniogórskiego.

## Położenie
Przez miejscowość przepływa rzeczka Bobrzyca, dopływ Bobru.

## Zabytki
Do wojewódzkiego rejestru zabytków wpisany jest zespół dworski z XVII w. i XVIII-XX w.:
- dwór, nr rej.: 1299 z 5.11.1965 r.
- kuźnia z 1849 r., nr rej.: 1300 z 5.11.1965 r.

Ponadto we wsi znajdują się ruiny spichlerza przydworskiego z 1609 r. (przebudowanego w 1810 r.) oraz młyna z XIX wieku.